# Paragoge
La paragoge és un metaplasme que consisteix en l'addició de fonemes o síl·labes a final de mot. Exemples en serien *col·legit per col·legi, *ont per on, *aixís o *aixíns per així, *texte per text... Si s'hi ajunta un morfema derivatiu, parlem de sufixació. Per aquest procediment es forma el vocable caló forata (fora + ata):
Figura't, tu, que anem per forata... (J. Vallmitjana)